# Kriopompa
Kriopompa – pompa próżniowa usuwająca cząsteczki gazów poprzez przywieranie ich do zimnej powierzchni głowicy pompy schłodzonej do niskich temperatur. Pompa umożliwia wytwarzanie próżni w zakresie od 10-3 do 10-11 mbar. Kriopompa należy do grupy pomp kondensacyjnych.  Zjawiska przywierania zachodzą w procesie kriokondensacji, krioabsorpcji, kriotrappingu.
Niskie temperatury w kriopompach są uzyskiwane na różne sposoby, a użyta temperatura różni się w zależności od wypompowywanego gazu. Pompa pompuje wszystkie gazy których temperatura topnienia (krioabsorpcja) lub wrzenia (kriokondensacja) jest wyższa niż temperatura pompy. Dodatkowo, pompa może "przytrzymać" cząsteczkę (kriotrapping), nawet jeśli nie zachodzi krioabsorpcja ani kriokondensacja i obniżyć jej energię kinetyczną, czyli spowolnić ruch cząsteczki.
Zaletą tego rodzaju pomp, jest wysoka efektywność przy pompowaniu wody oraz gazów szlachetnych i czystość próżni. Wadą jest fakt, że po wyłączeniu pompy (odłączeniu źródła chłodzenia) wszystkie złapane cząsteczki zostają uwolnione, co powoduje pogorszenie próżni. W pompach tego typu, efektywność pompowania spada ze wzrostem ilości wypompowanego gazu, ponieważ powierzchnie pompujące osiągają stan nasycenia.
Najpopularniejszym źródłem niskich temperatur z powodu niskiej ceny jest ciekły azot wrzący pod ciśnieniem atmosferycznym, albo niższym uzyskiwanym przez odpompowywanie. Stosuje się również pompy zasilane ciekłym helem, oraz  suchym lodem, pompami ciepła lub modułami Peltiera. 
Moduły wymrażające są stosowane również w innych pompach próżniowych w celu polepszenia jakości próżni.